# CLOCKUP (ブランド)
CLOCKUP（クロックアップ）は、株式会社エンタコンのアダルトゲームブランド。サブブランドに「銀時計」がある。当初はコンピュータソフトウェア倫理機構審査だったが、2006年発売の『かけた月は戻らない』以降、コンテンツ・ソフト協同組合の審査を受けて発売している。

## 概要
元々、同社はビジネスソフトの開発を主としていたが、当時の社長がイラストを得意としていたことから、様々な出会いや機会を得た末にコンピュータゲームの開発を決意し、アダルトゲームブランドとしてのスタートを切ることとなった。
CLOCKUPというブランド名は、コンピュータにおけるオーバークロックの通称に由来しており、「普通ではつまらない。いいものを」という思いからつけられた。
発足時から性描写に重きを置いたアダルトゲームの開発を行う方針が立てられており、発足以降はアダルトゲームとしての実用性に重きを置いた作品を中心に発売していた。
『REQUIEM』以降の作品は排泄物の描写が激しい作品が多いことでも知られている。一方で、このような作品の一つとして知られている『euphoria』は女性にも人気が出ており、その次回作にあたる『フラテルニテ』のイベントで女性の方が頒布物を受け取った割合が高かったほどである。
また、それぞれ「金」「銀」の全身タイツを履いた広報コンビによる宣伝が知られているほか、2010年代半ばからはハリネズミの針山部長が広報担当者として登場することもある。
このほかの特徴としては、『くろふぁん』と名づけたファンディスクを発売していることと挙げられる。
DLsiteで音声作品も配信している。アダルトゲームのスピンオフとオリジナルの両方が存在する。

## 作品一覧

### CLOCKUP
- 2002年9月13日 - けがれた英雄 〜邪淫聖女狩〜
- 2003年5月30日 - ECLIPSE -絶対隷奴計画・喪失少女-
- 2003年11月28日 - プレゼンス
- 2004年6月25日 - 黒愛 〜一夜妻館・淫口乱乳録〜
- 2004年12月10日 - REQUIEM
- 2005年10月28日 - 黒の歌姫
- 2006年7月28日 - かけた月は戻らない
- 2006年12月22日 - Sentinel
- 2008年5月30日 - 凛辱の城 傀儡の王
- 2009年3月27日 - 麗辱の館 〜淫縁五姉妹汁姦記〜
- 2010年4月23日[4] - ノーブレスオブリージュ
- 2010年10月29日 - 淫辱都市/堕天の贄
- 2011年2月25日 - まかぱらっ!〜あの世でめちゃモテ〜
- 2011年6月24日 - euphoria
- 2011年10月28日 - プリーズ・レ◯プ・ミー!
- 2012年3月23日 - 性狂育 〜モンスターペアレントの理不尽な要求〜
- 2012年6月15日 - 淫凛パック（『凛辱の城 傀儡の王』と『淫辱都市/堕天の贄』のセット）
- 2012年6月29日 - 姉にこの夏
- 2012年9月28日 - おれつま!
- 2012年11月30日 - テラべっぴん
- 2013年2月28日 - サド★部 〜S女に虐めヌかれ部♪〜
- 2013年9月27日 - 淫虐の学園 ～猥堕に蔓延る復讐の罠～
- 2013年11月29日 - MA☆KO HUNTER
- 2014年4月25日 - euphoria HDリマスター版
- 2014年7月25日 - フラテルニテ
- 2014年10月31日 - えろげー!〜Hもゲームも開発三昧〜 HDリマスター版
- 2014年12月26日 - えろまんが! Hもマンガもステップアップ♪
- 2015年5月29日 - ふたなりエルフ快楽調教 だめっ♥でるううぅっ♥これ以上出したくないいいぃぃ♥
- 2015年7月24日 - サポありカノジョ
- 2015年9月11日 - 催眠隷姫
- 2015年9月25日 - 部下の妻と妹を寝取る上司
- 2015年11月27日 - Maggot baits
- 2016年3月25日 - 夏ノ鎖
- 2016年5月27日 - えろぐっず! Hなおもちゃで快感エンジョイ♡♥
- 2017年12月22日 - 眠れぬ羊と孤独な狼 －A Tale of Love, and Cutthroat－
- 2018年7月27日 - Erewhon
- 2018年8月31日 - おによめ 鬼娘を嫁にもらって中出し孕ませ子作り
- 2018年12月21日-えろぼいす! ～Hなボイスでいちゃラブサクセス♪
- 2019年6月28日 - DEAD DAYS
- 2019年7月26日 - えろまんが! Hもマンガもステップアップ♪ HDリマスター版
- 2019年8月30日 - 黒愛 HDリマスター
- 2019年9月27日 - フラテルニテ HDリマスター版
- 2019年6月28日 - 僕と彼女の淫らな宴
- 2019年12月20日 - 健全!変態公僕のツトメ
- 2020年6月26日 - 黒の歌姫 HDリマスター
- 2021年2月26日 - 檻姫 ～極嬢の未来は俺のモノ～
- 2021年8月27日- 眠れぬ羊と孤独な狼 -A Tale of Love, and Cutthroat- 外伝
- 2022年1月28日 - サキュありアパート
- 2022年5月27日 - Sentinel HDリマスター
- 2023年2月24日 - SACRIFICE VILLAINS
- 2023年6月30日 - お姉ちゃんたちはお世話されたい！[5]
- 2023年9月29日 - ジオグラマトン HDリマスター
- 2024年5月31日 - 鏖呪ノ嶼[6]
- 2024年9月27日 - 健全!変態隣人のサダメ
- 2025年2月28日 - 新人素人ちゃん：逢沢桃香ちゃん ～初撮りだけど、お尻の初めても一緒に全部あげちゃう♥～
- 発売日未定 - 澱

くろふぁんシリーズ
- 2004年3月19日 - くろふぁん1GHz（『プレゼンス』のファンディスク）
- 2005年6月24日 - くろふぁん3Ghz（『ジオグラマトン』のファンディスク）
- 2006年7月28日 - くろふぁん2GHz（『ECLIPSE -絶対隷奴計画・喪失少女-』のファンディスク・ホームページ上で無料配布）
- 2007年10月26日 - くろふぁん4GHz（『Zwei Worter』のファンディスク）

### CLOCKUP team.DYO
- 2005年2月25日 - ジオグラマトン
- 2007年4月27日 - Zwei Worter
- 2010年1月29日 - ルーンロオド

### CLOCKUP team.ANISE
- 2007年10月26日 - 凌辱学園長/奴隷倶楽部 〜読心調教録〜
- 2008年9月26日 - こっすこす! 〜あなた好みのコスプレHしてあげる〜
- 2009年8月28日 - 黄昏に煌く銀の繰眼
- 2010年6月25日 - えろげー!〜Hもゲームも開発三昧〜

### CLOCKUP team.LILAC
- 2008年3月28日 - とらい☆すたーず

### CC CLOCKUP
- 2008年12月19日 - ザーメンセキュリティ2009
- 2009年12月11日 - 癒されご奉仕 〜夢の館で賢者タイム!〜

### クロックアップ企画
- 2009年6月26日 - ビーチクビーチ 〜南国乳辱撮影会〜
- 2011年5月20日 - 触診病淫
- 2024年8月30日 - ビーチクビーチ 〜南国乳辱撮影会〜 HDリマスター

## 主なスタッフ
代表
- ZaR[3]

ディレクター
- いけだかなめ。
- 阿久津亮[3]

原画
- たかぴこ
- テシヲ
- はましま薫夫（浜島重雄）→フリー
- 今中光太郎
- 刑

シナリオ
- ORU

CG
- むなしむじょう